# Орден (рассказ)
«Орден» — рассказ Антона Павловича Чехова. Написан в 1884 году, впервые опубликован в 1884 году в журнале «Осколки» № 2 от 14 января с подписью А. Чехонте.

## Публикации

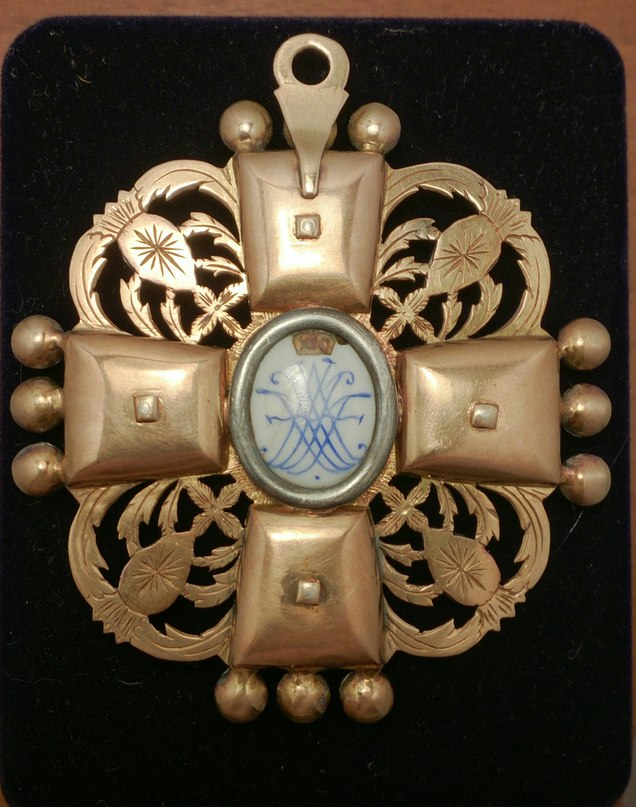
Орден Святой Анны

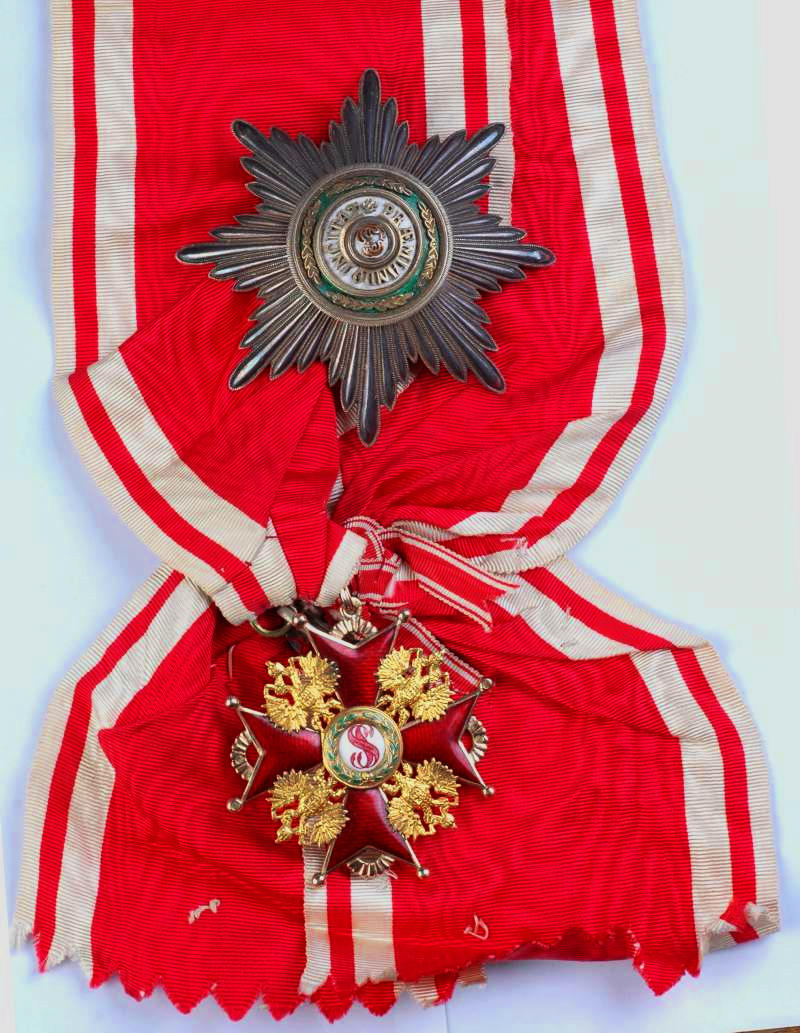
Знак Императорского и Царского Ордена Св. Станислава 1-й степени

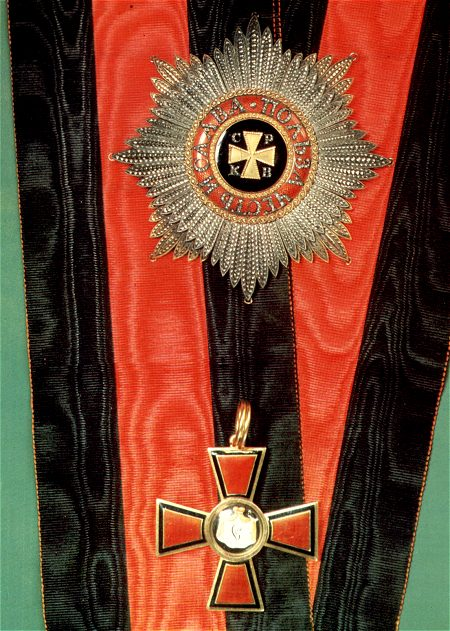
Звезда и знак ордена Святого Владимира 1-й степени на орденской ленте

Рассказ А. П. Чехова «Орден» написан в 1884 году, впервые опубликован в 1884 году в журнале «Осколки» № 2 от 14 января с подписью А. Чехонте, в 1886 году печатался в сборнике «Пестрые рассказы», вошел в издание А. Ф. Маркса.
При жизни Чехова рассказ переводился на болгарский, венгерский, немецкий, польский, сербскохорватский, финский и чешский языки.

## Критика
Рассказ «Орден» вызвал как положительные, так и отрицательные отзывы. Критик Ф. Змиев отнес «Орден» к тем рассказам, в которых «проглядывает несомненное дарование». К. Арсеньев отмечал анекдотические элементы: «Легковесный, рассчитывающий только на минутное любопытство, анекдот мало заботится о естественности, о вероятности; его пикантность коренится, сплошь и рядом, именно в его несообразности. Не слишком-то правдоподобно, например, чтобы двум учителям прогимназии пришла, в одно и то же время, мысль украсить свою грудь не принадлежащим ей орденом и с этим украшением отправиться на званый обед; но положение обоих самозванцев, неожиданно очутившихся друг против друга, может вызвать улыбку — и г. Чехов пишет рассказ „Орден“».
Среди отрицательных отзывов — мнение Ф. Е. Пактовского, который отнес рассказ к «безделушкам художника». Г. Качерец считал рассказ «чушью» и «оскорблением читателя».
П. Н. Краснов связывал содержание рассказа с характеристикой творчества Чехова: «При полной внешней незанятости проявляется истинная сущность человека, которая всегда есть пошлость. Порою она проявляется в смешных формах, как, например, у учителей, надевающих на купеческие именины не принадлежащие им ордена и затем мучительно скрывающихся друг от друга».

## Персонажи
- Лев Николаевич Пустяков, учитель военной прогимназии, коллежский регистратор.
- Трамблян Юлий Августович, француз, учитель французского языка.
- Спичкин, богатый купец.

## Сюжет
Однажды под Новый год богатый купец Спичкин пригласил к себе на обед около шестнадцати человек, среди них были учитель военной прогимназии Лев Пустяков и Юлий Августович Трамблян. Перед тем, как поехать к купцу, Пустяков решил одолжить у поручика Леденцова орден Станислава, поскольку Спичкин «страшно любит ордена и чуть ли не мерзавцами считает тех, у кого не болтается что-нибудь на шее или в петлице». Получив орден, он поехал к купцу.
У купца в зале за столом Пустяков увидал своего товарища по службе, учителя французского языка Трамбляна. Чтобы не осрамиться, Пустяков боится показать товарищу орден, он прикрывает его правой рукой. Пустяков отказывается от еды, горбится, неловко отдает поклоны, что вызывает у хозяина подозрение в его нетрезвости. Француз тоже ведет себя неловко.
Перед тем как выпить, какой-то мужчина просит Пустякова передать бокал Настасье Тимофеевне. Но поскольку в его левой руке уже был бокал, то передавать пришлось правой — при этом он и выказал орден. Но тут и Юлия Августовича попросили передать бутылочку. Когда Трамблян потянулся правой рукой к бутылке, то Пустяков увидал на его груди орден, Анны 3-й степени. Увидел ордена и Спичкин, сказав при этом: «А-а-а… гм!» После этого учителя повеселели, а Пустяков пожалел, что не «нацепил» Владимира.